# كيم ماهر
كيم ماهر (بالإنجليزية: Kim Maher)‏ هي لاعبة كرة لينة أمريكية، ولدت في 5 سبتمبر 1971 في مدينة هي تشي منه في فيتنام.

## وصلات خارجية
- كيم ماهر على موقع أوليمبيديا (الإنجليزية)